# ورديغة (قبائل)
ورديغة مجموعة من القبائل تنتسب لبنو جابر أحد بطون جشم ويقال انهم من سدراتة إحدى فرق زناتة أو من بطون لواتة الأمازيغية.

## أصلهم
يرجع نسب قبائل ورديغة عرب بني جابر من جشم ؛ ويزعم بعض أنهم ينتسبون إلى «أورديغ» من قبائل زنارة أحد بطون قبيلة لواتة الأمازيغية، الذين كانت مواطنهم سابقا بالمنوفية بمصر بجوار أبناء عمومتهم. يقول ابن خلدون عن ورديغة :
ذكرهم صاحب الإستقصا في معرض حديثه عن تادلة قائلا : "السلطان إلى تادلا يريد عرب ورديغة وقبائل البربر الذين هنالك فأغارت عساكر السلطان عليهم ".
جاء في موسوعة معلمة المغرب عن ورديغة : "ورديغة، بطن من بطون بني جابر الذين استوطنوا سفح جبل تادلة، وهم من القبائل العربية التي استقدمت إلى المغرب في عهد الموحدين، وكانت رئاستهم على عهد بني مرين. وبالنظر إلى الجد المشترك كانت لفظة ورديغة تعني جل قبائل تادلة العليا، أي أولاد بحر كبير، أولاد بحر صغير السماعلة ".

## الدراسات العلمية
في دراسة جينية أنثروبولوجية حديثة عن سكان الشاوية ورديغة تادلة بالمغرب تحت عنوان « Anthropogenetic study of the Arabic – speaking population of Chaouia Ouardigha (Morocco) based on autosomal STRs » تم فيها تحليل 153 فردًا عشوائيًا سليمًا غير مرتبطين من منطقة الشاوية – ورديغة (تادلة) ؛ خلص العلماء إلى وجود روابط عميقة تؤكد عروبة ساكنة الشاوية الناطقة بالعربية على المستوى الجيني أيضا وليس فقط اللغوي والثقافي.
بحيث يصرح العلماء في الدراسة : ” لقد لاحظنا من خلال التحليل الوراثي أن السكان الناطقين باللغة العربية في الشاوية ورديغة يختلفون عن سكان جنوب الصحراء الكبرى وشرق آسيا وأمريكا اللاتينية، لكنهم يرتبطون ارتباطًا وثيقًا بسكان الشرق الأوسط وشمال أفريقيا “.
وقد فسرت الدراسة هذا الإرتباط الجيني الوثيق للسكان الناطقين بالعربية في جهة الشاوية ورديغة (تادلة) مع الشرق الأوسط، بالوفود العربي وإستيطانه المبكر في المنطقة حسب الدلائل التاريخية إذ جاء في الدراسة : “ويمكن أن يعزى ذلك أيضا إلى أن العرب المؤسسين لسكان الشاوية ورديغة كانوا مسلمين هاجروا من الشرق الأوسط إلى منطقة شمال أفريقيا (المغرب) واستقروا في المنطقة في نهاية القرن الثاني عشر مع وصول القبائل العربية “بني هلال” و”بني سليم “.

## مدن أنشؤوها
أنشأ أبناء ورديغة مدنا وقرى تحمل اسمائهم:
- مدينة بني ملال نسبة اٍلى ملال ابن جابر ومعنى ملال باللغة الأمازيغية الأبيض وهو اسم شائع ببلاد المغرب، ويقال أن سميت نسبة اٍلى ملال ابن جابر ومعنى ملال باللغة العربية القوي المدرع.[بحاجة لمصدر]
- مدينة الفقيه ابن صالح وهو من ذرية بنو جابر وأحفاده الآن يطلق عليهم أيت المامون.[9]
- مدينة وادي زم وتعني بالأمازيغية واد الأسود.[بحاجة لمصدر]
- مدينة بوجنيبة.[بحاجة لمصدر]

## بطون ورديغة
وبطون ورديغة هي كتالي:
- أولاد البحر الكبير[بحاجة لمصدر]
- أولاد البحر الصغير[بحاجة لمصدر]
- أولاد براهيم[بحاجة لمصدر]
- أولاد عبدون[بحاجة لمصدر]
- بني سمير[بحاجة لمصدر]
- بني مسكين ويقطنون مدن البروج وسطات[بحاجة لمصدر]
- بني عمير ويقطنون شمال سهل تادلة قرب مدينة بني ملال[بحاجة لمصدر]
- بني موسى يقطنون جنوب سهل تادلة قرب بني ملال كذالك[بحاجة لمصدر]
- بني سمير والسماعلة وهم بنو إسماعيل ابن جابر سر خروجهم من الجزيرة العربية هو ان الخليفة المستنصر بالله دعاهم إلى الانتقام من زيري حاكم ليبيا قبل هجرتهم وذاك قبل أن يهاجروا للمغرب الأقصى كما ذكرنا[بحاجة لمصدر]